# هاوارد ویلسون امونس
هاوارد ویلسون امونس (انگلیسی: Howard Wilson Emmons؛ زاده ۱۹۱۲ درگذشته ۱۹۹۸) یک فیزیک‌دان اهل ایالات متحده آمریکا بود. او هم‌چنین در سال ۱۹۸۲ برنده جایزه دینامیک سیالات شد.